# Return to Innocence
Return to Innocence (englisch für „Rückkehr zur Unschuld“) ist ein Lied des deutschen New-Age-Musikprojekts Enigma. Der Song ist die erste Singleauskopplung des zweiten Studioalbums The Cross of Changes und wurde am 13. Dezember 1993 veröffentlicht.

## Inhalt
Return to Innocence handelt davon, sich auf sein Innerstes zu besinnen und auf sein Herz zu hören, wobei man auch keine Angst vor Schwäche haben soll, sondern mit der Rückbesinnung auf sich selbst zur eigenen Unschuld und Stärke zurückkehren soll. Es wird dazu aufgerufen, seinen Gefühlen freien Lauf zu lassen und sich keine Gedanken darüber zu machen, was andere Menschen sagen.

“Don’t care what people say

Just follow your own way

Don’t give up and use the chance

To return to innocence”

## Produktion
Der Song wurde von Michael Cretu, dem Gründer von Enigma, selbst geschrieben und produziert. Der Großteil des Texts wird von dem Sänger Angel X gesungen, wobei einzelne Zeilen von der Sängerin Sandra stammen. Zudem ist ein nicht gelistetes Sample aus dem Lied Elders Drinking Song der taiwanesischen Musiker Difang und Igay Duana im Refrain enthalten, was später eine Klage nach sich zog.

## Musikvideo
Bei dem zu Return to Innocence gedrehten Musikvideo führte Julien Temple Regie. Es verzeichnet auf YouTube über 140 Millionen Aufrufe (Stand April 2023). Zu Beginn ist es schwarz-weiß und zeigt einen alten Mann, der eine Quitte von einem Baum pflückt und sich zum Sterben ins Gras legt. Kurz darauf schweben die herabgefallenen Früchte wieder an die Zweige des Baumes. Ab jetzt laufen die Videoszenen rückwärts und in Farbe und blicken auf das Leben des Mannes zurück. So sieht man, wie er zusammen mit seiner Frau auf der Obstfarm arbeitet, sich um Tiere kümmert, das Feld bestellt und töpfert. Man sieht die kirchliche Hochzeit der beiden und ihre Hochzeitsnacht auf dem Heuboden. Zuvor lernten sie sich bereits als Jugendliche kennen. Das Video endet mit der Taufe des Mannes als Baby. Zwischendurch sind wiederkehrend ein weißes Einhorn sowie Meereswellen am Strand zu sehen.

## Single

### Covergestaltung
Das Singlecover ist im Stil einer antiken Zeichnung gehalten und zeigt eine Figur mit vier Armen sowie eine Sonne, Sterne, Tiere und weitere Personen. Am oberen Bildrand stehen die weißen Schriftzüge Enigma und Return to Innocence. Der Hintergrund ist komplett schwarz gehalten.

### Titellisten
Single
1. Return to Innocence (Radio Edit) – 4:03
2. Return to Innocence (380 Midnight Mix) – 5:55

Maxi
1. Return to Innocence (Radio Edit) – 4:03
2. Return to Innocence (Long & Alive Version) – 7:07
3. Return to Innocence (380 Midnight Mix) – 5:55
4. Return to Innocence (Short Radio Edit) – 3:01

### Chartplatzierungen
Return to Innocence stieg am 10. Januar 1994 auf Platz 66 in die deutschen Singlecharts ein und erreichte sieben Wochen später mit Rang fünf die höchste Position, auf der es sich drei Wochen halten konnte. Insgesamt hielt sich der Song 25 Wochen lang in den Top 100, davon neun Wochen in den Top 10. Besonders erfolgreich war das Lied in Schweden, Norwegen und Irland, wo es jeweils die Chartspitze erreichte. Weitere Top-10-Platzierungen gelangen unter anderem im Vereinigten Königreich, in den Vereinigten Staaten, in Österreich, der Schweiz, Neuseeland und den Niederlanden. In den deutschen Single-Jahrescharts 1994 erreichte der Song Rang 23.
| ChartsChartplatzierungen       | Höchstplatzierung | Wochen |
| ------------------------------ | ----------------- | ------ |
| Deutschland (GfK)              | 5 (25 Wo.)        | 25     |
| Österreich (Ö3)                | 4 (15 Wo.)        | 15     |
| Schweiz (IFPI)                 | 5 (27 Wo.)        | 27     |
| Vereinigtes Königreich (OCC)   | 3 (14 Wo.)        | 14     |
| Vereinigte Staaten (Billboard) | 4 (26 Wo.)        | 26     |

| ChartsJahrescharts (1994)      | Platzierung |
| ------------------------------ | ----------- |
| Deutschland (GfK)              | 23          |
| Österreich (Ö3)                | 20          |
| Schweiz (IFPI)                 | 8           |
| Vereinigtes Königreich (OCC)   | 19          |
| Vereinigte Staaten (Billboard) | 33          |

### Verkaufszahlen und Auszeichnungen
Return to Innocence erhielt im Jahr 1994 in Deutschland für mehr als 250.000 verkaufte Einheiten eine Goldene Schallplatte. Auch in den Vereinigten Staaten und im Vereinigten Königreich wurde die Single für über 500.000 bzw. 400.000 Verkäufe mit Gold ausgezeichnet.

| Land/Region                  | Auszeichnungen für Musikverkäufe (Land/Region, Auszeichnung, Verkäufe) | Verkäufe  |
| ---------------------------- | ---------------------------------------------------------------------- | --------- |
| Deutschland (BVMI)           | Gold                                                                   | 250.000   |
| Neuseeland (RMNZ)            | Gold                                                                   | 5.000     |
| Norwegen (IFPI)              | Gold                                                                   | 10.000    |
| Vereinigte Staaten (RIAA)    | Gold                                                                   | 500.000   |
| Vereinigtes Königreich (BPI) | Gold                                                                   | 400.000   |
| Insgesamt                    | 5× Gold ·                                                              | 1.165.000 |

Hauptartikel: Enigma (Musikprojekt)/Auszeichnungen für Musikverkäufe